# Wilfrid de Fonvielle

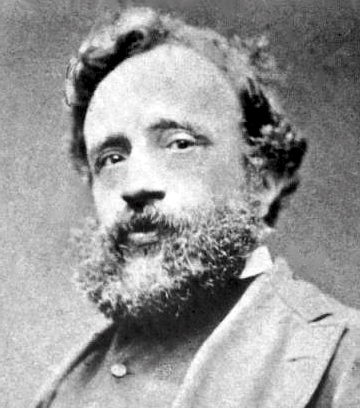
Wilfrid de Fonvielle

Wilfrid de Fonvielle (* 21. Juli 1824 in Paris; † 29. April 1914 ebenda) war ein französischer Mathematiker, Journalist und Luftschiffer.

## Leben
Wilfrid de Fonvielle war Mathematiklehrer, er machte sich bekannt durch zahlreiche Arbeiten für Zeitschriften und widmete sich dann vollständig der Popularisierung der Wissenschaften.
Fonvielle stieg zu wissenschaftlichen Zwecken wiederholt mit dem Luftballon auf und leistete dabei Bemerkenswertes. 1858 blieb er zwei Tage im Ballon und 1869 legte er mit Gaston Tissandier 90 km in 35 Minuten zurück. Während der Belagerung von Paris im Deutsch-Französischen Krieg entkam er mit einem Ballon aus der Stadt und wandte sich dann nach London, wo er für die republikanische Staatsform Propaganda zu machen suchte.

## Werkauswahl
- Le souverain. 1853.
- Sur l´action dépolarisante de l´eau oxygénée; 1858, zusammen mit Pierre-Paul Dehérain
- L'entrevue à Varsovie. 1860.
- L'homme fossile. 1865.
- Éclairs et tonnerre. 4. Auflage. 1885.
- Les merveilles du monde invisible. 5. Auflage. 1880.
- Astronomie moderne. 1868.
- La physique des miracles. 1872.
- La terreur ou la Commune de Paris en l'an 1871. 1871.
- Le siège de Paris vu à vol d'oiseau. Paris 1895.
- Les ballons pendant le siege de Paris. 1871.
- Aventures aériennes. 1876.
- La conquete du pôle Nord. 1877.
- Georges-Eugène-Frédéric Kastner. Biographie. 1883.
- Les Saltimbanques de la science. 1884.